# 부산교통공사
부산교통공사(釜山交通公社, Busan Transportation Corporation)는 부산 도시철도를 건설하고 운영하는 부산광역시의 공기업이다. 본사는 부산광역시 부산진구 중앙대로644번길 20에 있다. 1981년 부산시 지하철건설본부로 출범하였으며, 1987년 부산교통공단법 제정에 따라 1988년에 건설교통부 예하 국가공단인 부산교통공단으로 개편되었고, 부산교통공단법이 2005년 7월 13일 자로 폐지되면서 2006년 1월 1일에 부산광역시 예하 지방공사 부산교통공사로 출범하였다. 법적으로는 도시 철도 이외에도 시내버스, 택시 등의 운영도 가능하다. 산하의 축구단으로 부산교통공사 축구단이 있다.

## 연혁
- 1981년 1월 1일 : 부산직할시 지하철 건설본부 출범
- 1985년 7월 19일 : 부산 도시철도 1호선 1단계 구간 개통(범어사역~범내골역)
- 1986년 12월 19일 : 부산 도시철도 1호선 노포동역 개통
- 1987년 5월 15일 : 부산 도시철도 1호선 2단계 구간 개통(범내골역~중앙동역)
- 1987년 11월 28일 : 부산교통공단법 제정·공포
- 1988년 5월 19일 : 부산 도시철도 1호선 3단계 1구간 개통(중앙동역~토성동역)
- 1988년 7월 1일 : 부산교통공단 창립
- 1990년 2월 28일 : 부산 도시철도 1호선 3단계 2구간 개통(토성역~서대신동역)
- 1994년 6월 23일 : 부산 도시철도 1호선 4단계 구간 개통(서대신동역~신평역)
- 1999년 6월 30일 : 부산 도시철도 2호선 1단계 구간 개통(호포역~서면역)
- 2001년 8월 8일 : 부산 도시철도 2호선 2단계 1구간 개통(서면역~금련산역)
- 2002년 1월 16일 : 부산 도시철도 2호선 광안역 개통
- 2002년 8월 29일 : 부산 도시철도 2호선 2단계 2구간 개통(광안역~장산역)
- 2005년 7월 13일 : 부산교통공단법 폐지법률 공포
- 2005년 11월 28일: 부산 도시철도 3호선 개통(대저역~수영역)
- 2006년 1월 1일 : 부산교통공사 창설
- 2008년 1월 10일 : 부산 도시철도 2호선 3단계 구간 개통(호포역~양산역)
- 2009년 5월 6일 : 휴메트로 브랜드 출범
- 2009년 10월 1일 : 부산 도시철도 2호선 부산대양산캠퍼스역 개통
- 2010년 2월 24일 : 부산 도시철도 1호선 역명 개편(서대신역, 동대신역, 토성역, 남포역, 중앙역, 초량역, 좌천역, 범일역, 부전역, 연산역, 명륜역, 장전역, 구서역, 남산역, 노포역 등 15개역에서 '동' 삭제. 그리고 교대역과 부산대역 2개역을 '~대앞'역에서 '~대역'으로 역명 변경)
- 2011년 3월 30일 : 부산 도시철도 4호선 개통(미남역~안평역)
- 2012년 4월 4일 : 부산 도시철도 전 노선에 열차 진입 차임벨에서 멜로디로 변경
- 2014년 1월 : 인천국제공항 셔틀트레인 운영
- 2015년 9월 24일 : 부산 도시철도 2호선 증산역 개통
- 2016년 6월 22일 : 부산 도시철도 1호선 열차의 5호차를 여성배려칸으로 지정하여 출·퇴근시간에 운영
- 2016년 6월 30일 : 1호선 34개역, 2호선 43개역 총 77개 전 역사 스크린도어 설치 완료.
- 2017년 4월 20일 : 부산 도시철도 1호선 5단계 구간 개통(신평역~다대포해수욕장역)

## 개요
- 조직 형태 : 지방 공기업(지방공기업법 제49조 및 동법 시행령 제47조, 부산광역시조례 제4024호)
- 설립 목적 : 부산 도시철도 건설·운영 및 부대사업, 도시교통 발전과 시민복리 증진
- 비전 : 절대안전, 시민행복, 대중교통의 중심, 부산교통공사
- 본사 : 부산광역시 부산진구 중앙대로644번길 20(범천동)
- 소속 기관 : BTC아카데미, 제1~3영업소, 종합관제소, 차량사업소(4), 승무사무소(3), 전기/기계설비/신호통신/시설사업소
- 현원 : 3,869명

## 조직
- 사장
- 감사 - 감사실
- 기획본부
- 기획조정실(정보화추진단)
- 재정예산실
- 안전관리실(안전점검단)
- 고객홍보실
- 경영본부
- 총무처
- 관리처
- 노사협력처
- 영업처(전자관리단, 전략사업단)
- 열차운영처
- 운영본부
- 차량처
- 전기기계설비처
- 신호통신처
- 종합관제실
- 기술연구소
- 건설본부
- 건설계획처
- 토목건축공사처
- 설비공사처
- 시설처
- BTC 아카데미
- 제1~3 운영사업소(1~3호선 역관리 총괄)
- 경전철운영사업소(4호선)
- 종합관제소
- 차량기지
- 노포차량사업소(1호선)
- 신평차량사업소(1호선)
- 호포차량사업소(2호선)
- 대저차량사업소(3호선)
- 경전철운영사업소(4호선)
- 승무사업소
- 노포승무사업소
- 신평승무지소
- 호포승무사업소
- 광안승무지소
- 대저승무사업소
- 전기사업소
- 신호통신사업소
- 시설사업소

## 채용
7월 5일 해운대 벡스코 등 부산 전역 25개 고사장 1천226개 교실에서 직렬별로 총 670명 모집하는 2020년 신입사원 채용을 위한 필기시험에서 28,000 여명이 응시하게 되었다.

## 부산교통공사가 관리하는 노선
부산교통공사는 부산 도시철도 1~4호선을 운영하고 있다.
● 1호선은 부산광역시 금정구 노포역에서 출발하여 범어사역, 부산대역, 동래역, 연산교차로, 시청역, 부전역, 서면역, 범일역, 부산역, 남포역, 자갈치역, 동대신역, 괴정역, 하단역을 지나 부산 사하구 다대포해수욕장역까지 이어지는 40.4 km 구간으로 부산에서도 가장 번화한 구간을 지나기 때문에 출·퇴근 시간에는 꽤 혼잡한 편이다. 상행선은 다대포해수욕장행, 하행선은 노포행이며, 상행선 마지막 열차는 신평행이다.
● 2호선은 경상남도 양산시 양산역을 출발하여 화명역, 사상역, 서면역, 수영교차로, 해운대역을 지나 부산 해운대구 장산역까지 운행하며 1호선에 비하면 이용객 수는 비슷한 편이나 동서를 이어주는 간선축으로 중요하게 기능하고 있다. 상행선은 장산행, 하행선은 양산·호포행이며, 상·하행 각각 마지막 열차는 전포·광안행이다.
● 3호선은 부산광역시 강서구 대저역에서 강서구청역, 구포역, 덕천교차로, 남산정역, 만덕역, 미남교차로, 거제역, 연산역, 배산역, 망미역을 지나 부산 수영구 수영역까지 이르는 노선으로, 1~2호선의 연결을 도와주며 부산을 井자로 연결하는 노선이다. 승·하차 승객 수는 적으나, 환승 연계로 인한 수요가 많은 노선이다. 상행선은 수영행, 하행선은 대저행이다.
● 4호선은
부산광역시 동래구 미남역에서 동래역, 수안교차로, 낙민동, 충렬사역, 명장역, 반여농산물시장역, 석대역, 윗반송역, 고촌역을 지나 부산 기장군 안평역까지 이르는 노선으로, 대한민국의 도시철도 중 최초로 무인운전 시스템을 갖춘 노선이다. 상행선은 미남행, 하행선은 안평행이다.
- 또한 4호선의 기장 연장과 5호선(사상~하단), 노포-북정선을 추진하고 있다.

## 사건·사고 및 논란

### 부산광역시청의 부채 협상 및 부산교통공단 이관
부산교통공사는 2006년 1월 1일에 부산광역시청 산하로 다시 넘겨지기 전까지 부산교통공단이라는 건설교통부 산하 공공기관으로 운영되었다. 현재는 건설과 운영 모두 부산광역시청 산하 부산교통공사에서 맡아 하고 있으나 건설교통부 산하의 국가 공단 시절에는 그렇지 않았는데, 도시철도의 건설은 중앙정부와 부산광역시청에서 절반씩 부담하고 그 운영은 국가에서 모두 부담하는 체제로 운영되었다. 이는 부산 도시철도가 개통하고 얼마 후 부산시청이 재정난에 시달리자 정부에서 부산교통공단을 출범시킨 당시의 상황에서 원인을 찾을 수 있다. 즉 부산 지역의 도시철도 건설과 운영은 필요한 것이었으나, 그 운영에 곤란함이 있음에 중앙정부로 그 운영을 넘긴 것이다. 그러나 1990년대 들어 부산을 제외한 대구, 인천, 광주, 대전과 같은 다른 대도시에도 도시철도가 건설·운영되면서 타 지방자치단체 산하의 공기업이 운영하는 다른 도시들과의 형평성 논란이 끊임없이 제기되었다. 또한 도시철도 건설 및 운영에 대한 국고 지원이 부산 지역의 다른 현안 사업에 대한 지원 축소의 빌미로 작용하면서 부산광역시청 입장에서도 그리 반가운 일은 아니었다. 따라서 1997년 9월부터 부산 출신의 국회의원들이 '부산교통공단 폐지법안'을 국회에 제출하였는데 당시 부산교통공단이 가지고 있던 부채 전액을 정부가 모두 부담하는 방향으로 추진되어 다른 지역 출신 국회의원들의 지적을 받았고, 결국 법안의 심의가 보류되었다. 그러다 2000년 7월에 정부에서 '부산교통공단 폐지법률안'을 발의하여 다시 이관 문제가 수면 위로 떠올랐는데 총 부채 2조 1751억원 중 25%에도 못 미치는 4736억원만을 부산광역시청이 부담하도록 하였음에도 부산광역시청이 거부하여 또 다시 논의가 중단되고 말았다. 이후 2004년 6월 허남식 부산광역시장이 취임하면서 다시 논의를 시작하여 늘어난 이자액을 포함한 총 부채 약 2조 8000억원 중 당초 정부에서 제시하였던 8689억원보다 적은 6000억원 정도를 부산광역시청이 부담하고 나머지 약 2조 2000억원을 정부가 부담하는 조건으로 이관하도록 하였고 2006년 1월 1일자로 부산광역시청으로 다시 넘겨져 현재에 이른다.

## 차내 안내방송
- 출발, 환승, 종착역 음악
- 출발역 : 로고송[12]
- 환승역 : 바이날로그
- 종착역 : 로고송[13](다대포해수욕장역, 광안역, 전포역 제외)
- 한국어 : 강희선
- 영어 : 제니퍼 클라이드

## 차량 접근음
- 상행선[14] : 갈매기 소리
- 하행선[15] : 뱃고동 소리

## 같이 보기
- 부산-김해경전철
- 부산교통공사 축구단